# Comuna 7 (Bucaramanga)
La Comuna 7 o La Ciudadela es una división territorial urbana de la ciudad de Bucaramanga, en Colombia.

## División administrativa
La comuna se encuentra formada por el barrio: Ciudadela Real de Minas, y las urbanizaciones Macaregua, Ciudad Bolívar, Los Almendros, Plazuela Real, Los Naranjos, Plaza Mayor, Acrópolis.